# Vana-Rannamõisa tee
Le rue du vieux manoir côtier (en estonien : Vana-Rannamõisa tee) est une rue Tallinn en Estonie.

## Présentation
La rue Vana-Rannamõisa tee traverse les quartiers Õismäe, Vismeistri ja Pikaliiva de l'arrondissement d'Haabersti.
La rue Vana-Rannamõisa tee commence et se termine dans la rue Rannamõisa tee (et).
Parcourant un demi-cercle, elle croise les rues Kakumäe tee, Pikaliiva tänav, Alemaa tänav et plusieurs petites rues.
Le sentier de randonnée de la tourbière d'Õismäe (et) passe près de la rue Vana-Rannamõisa.
Sa longueur est de 2 966 m.

## Lieux et monuments de la rue
La rue Vana-Rannamõisa tee est bordée d'immeubles résidentiels de faible hauteur.
Il y a plusieurs petites boutiques.

## Transports
Les lignes de bus n° 41 et 41В desservent la rue.